# طرطيرة
الطرطيرة أو الطريزينة هي مركبة ثلاثية العجلات تعتمد على نفس تقنية الدراجة النارية، وتعمل بمحرك كهربائي أو محرك دراجة نارية أو محرك سكوتر أو محرك سيارة.